# Johanna Leuwer
Johanna Rosa „Anni“ Leuwer (geborene Neumark; * 24. Dezember 1871 in Bremen; † 8. Februar 1943 in Theresienstadt) war eine deutsche Dentistin, Buchhändlerin und Unternehmerin, die als Jüdin Opfer der Nationalsozialisten wurde. Sie war langjährig Mitinhaberin und später Hauptinhaberin der Buch- und Kunsthandlung Franz Leuwer in Bremen.

## Biografie

### Familie
Leuwer war die Tochter des jüdischen Malers Joseph Neumark (1838–1905) und Rosali Neumark, geb. Ballin (1849–1923). Die Familie war liberal eingestellt und gehörte zudem einer protestantischen Konfession an. Ihr Bruder Friedrich Neumark (geb. Fritz, 1876–1957) war ein bekannter Bremer Architekt und der Bruder Adolph (1870–1945) Arzt.
Sie heiratete 1893 den Kaufmann Hermann Mengers; beide wohnten in Berlin. 1896 ließen sich beide scheiden. Ihre Tochter Ilse (* 1894) war in erster Ehe von 1918 bis 1926 mit dem Schriftsteller und Juristen Josef Kastein verheiratet, beide hatten zwei Söhne. Sie wanderte 1933 nach Palästina aus.
1910 heiratete sie den Bremer Buch- und Kunsthändler Franz Henrik Hubert Leuwer (1876–1916). Beide wohnten in Bremen, Bismarckstraße 51, und hatten die Kinder Elisabeth Wilhelmine und Franz Josef. Elisabeth (Lisa) war 1935 nach London ausgewandert und ihr Sohn Franz Leuwer, der sich später Frank Lynder nannte, emigrierte 1938 ebenfalls nach London.

Ihr Bruder Fritz floh 1939 nach England. Ihr Bruder Adolph musste in den 1940er Jahren in Bremen untertauchen.

### Ausbildung und Beruf
Leuwer erhielt eine Ausbildung zur Dentistin. Sie zog 1896 nach ihrer Scheidung wieder nach Bremen und eröffnete eine Zahnpraxis Im Schüsselkorb in der Bremer Innenstadt.
An der 1903 von ihrem zweiten Mann gegründeten Buch- und Kunsthandlung Franz Leuwer in der Obernstraße 14 mit den Filialen auf Wangerooge, Borkum und Spiekeroog sowie zahlreichen Bordbuchhandlungen auf Passagierschiffen des Norddeutschen Lloyds war sie zur Hälfte beteiligt. 1916 erbte sie nach dem Tod ihres Mannes das Unternehmen. Die Geschäftsführung übertrug sie dem Prokuristen Carl Emil Spiegel, der zudem Anteile am Geschäft erwarb.
Bereits kurz nach der Machtübernahme durch die Nationalsozialisten drängte der Norddeutsche Lloyd 1933 auf eine „Arisierung“ des Unternehmens, „da er in der jüdischen Eigentümerin der Bordbuchhandlungen eine Gefahr für das Ansehen der Reederei sah“. Das Unternehmen wurde 1933 auf Carl Emil Spiegel überschrieben, sie verblieb als stille Teilhaberin.
Leuwer konnte sich nicht zur Emigration durchringen. Ihr Sohn, der den Holocaust überlebte, erinnerte sich später an ihre Haltung: „Egal, was passiert, man wird einer alten Dame, einer Frau wie mir, schon nichts tun. Was man mir Böses antun konnte, hat man bereits getan.“ Sie musste 1939 ihr Haus in der Bismarckstraße verlassen, das wie ihr Geschäftshaus mit der Buch- und Kunsthandlung in der Obernstraße „arisiert“ wurde. Für kurze Zeit lebte sie bei ihrem Bruder Fritz in der Kurfürstenallee 9. Als sie dann doch die Ausreise beantragte, konnte sie zunächst wegen einer Krankheit nicht reisen, und ab September 1939 verhinderte der Zweite Weltkrieg die Auswanderung. Im März 1942 wurde sie gezwungen, in dem von den Nationalsozialisten geschaffenen Bremer „Judenhaus“ in der Franz-Liszt-Straße 11a zu wohnen. Im Sommer 1942 musste sie auch das verbliebene Restvermögen abgeben. Unmittelbar danach wurde sie Ende Juli 1942 in das KZ Theresienstadt deportiert. Leuwer musste dort unter unmenschlichen Bedingungen leben und starb dort wenige Monate nach ihrer Deportation an Unterernährung.

## Gedenken
- 2003 würdigte die Stadt Bremen das 200-jährige Bestehen der jüdischen Gemeinde unter dem Motto „Chai! – Lebe!“ mit einer Veranstaltungsreihe und einer gleichnamigen Ausstellung in der Unteren Rathaushalle; dabei wurden auch das Schicksal von Anni Leuwer und ihrer Familie mit dargestellt.[7]
- 2003 beteiligten sich Schüler des Bremer Schulzentrums Rübekamp an dem Schülerwettbewerb ProjektWerkstatt 2003 der Bundeszentrale für politische Bildung (bpb) und befassten sich mit dem Thema „Spuren des Nationalsozialismus in Bremen“. Schwerpunkte ihrer Untersuchung, die mit einem Preis der bpb gewürdigt wurde, waren die Arisierung der Buchhandlung Leuwer 1933 und das Schicksal von Anni Leuwer.[8]
- Vor dem Haus Kurfürstenallee Nr. 9 in Bremen – Schwachhausen wurde 2005 zum Gedächtnis ein Stolperstein verlegt. Anlässlich der Setzung des „Stolpersteins“ fand 2005 eine öffentliche Erinnerungsmatinée an Rose Leuwer in der Buch- und Kunsthandlung Leuwer statt.[9]
- 2006 wurde auf Initiative des Bremer Vereins „Erinnern für die Zukunft“ in der Gedenkstätte Theresienstadt in Terezín in Tschechien eine von Bremer Bürgern gestiftete Gedenktafel angebracht, die an die während der NS-Zeit von Bremen nach Theresienstadt deportierten jüdischen Männer und Frauen erinnert, so auch an Johanna Rose Leuwer.[9]